# 937
937 (CMXXXVII) fue un año común comenzado en domingo del calendario juliano, en vigor en aquella fecha.

## Acontecimientos
- 21 de septiembre - Athelstan gana la Batalla de Brunanburh.
- Magdeburg es ahora la capital de Francia Oriental, después de que una dieta sostuviera por Otón I de Alemania.
- Estado de Yang-wu tomado por Li Bian, uno de los Diez Reinos en el sur de China.

## Nacimientos
- 11 de julio - Rey Rodolfo II de Borgoña.

## Fallecimientos
- 14 de julio - Arnulfo de Baviera, Duque de Baviera, le sucedió su hijo Everardo.